# Макэндрю, Марианн
Марианн Макэндрю (англ. Marianne McAndrew; род. 11 ноября 1942) — американская киноактриса, сыгравшая роль Айрин Моллой в фильме «Хэлло, Долли!».

## Биография
Родилась 11 ноября 1942 года в Кливленде, штат Огайо. Впервые в кино снялась в фильме «Хэлло, Долли!» в роли второго плана Айрин Моллой, хозяйки мастерской по изготовлению модных женских шляпок. За эту роль она номинировалась на две премии «Золотой глобус за 1970 год»: за лучшую женскую роль второго плана и как актриса — новая звезда.
В 1970 году вышла замуж за актёра Стюарта Мосса (англ. Stewart Moss). В 1974 году снялась с ним в одном фильме «Люди-летучие мыши». В дальнейшем она в основном снималась в телевизионных шоу.

## Избранная фильмография
| Год  |   | Русское название  | Оригинальное название | Роль                                              |
| ---- | - | ----------------- | --------------------- | ------------------------------------------------- |
| 1969 | ф | Хэлло, Долли!     | Hello, Dolly!         | Айрин Моллой                                      |
| 1971 | ф | Семь минут        | The Seven Minutes     | Мэгги Расселл                                     |
| 1971 | ф | Торговец свечами  | Chandler              | Анжела Картер                                     |
| 1974 | ф | Люди-летучие мыши | The Bat People        | Кэти Бек                                          |
| 2000 | ф | —                 | Growing Up Brady      | Дорис Уильямс                                     |
| 2008 | ф | ВАЛЛ-И            | WALL-E                | Айрин Моллой (в кадрах из фильма «Хэлло, Долли!») |